# Kudînka, Letîciv
Kudînka (în ucraineană Кудинка) este localitatea de reședință a comunei Kudînka din raionul Letîciv, regiunea Hmelnîțkîi, Ucraina.

## Demografie
Componența lingvistică a localității Kudînka
     Ucraineană (99,67%)
     Alte limbi (0,33%)
Conform recensământului din 2001, majoritatea populației localității Kudînka era vorbitoare de ucraineană (99,67%), existând în minoritate și vorbitori de alte limbi.